# Chusquea montana
Chusquea montana är en gräsart som beskrevs av Rodolfo Amando Philippi. Chusquea montana ingår i släktet Chusquea och familjen gräs. Inga underarter finns listade i Catalogue of Life.